# Moldauhafen

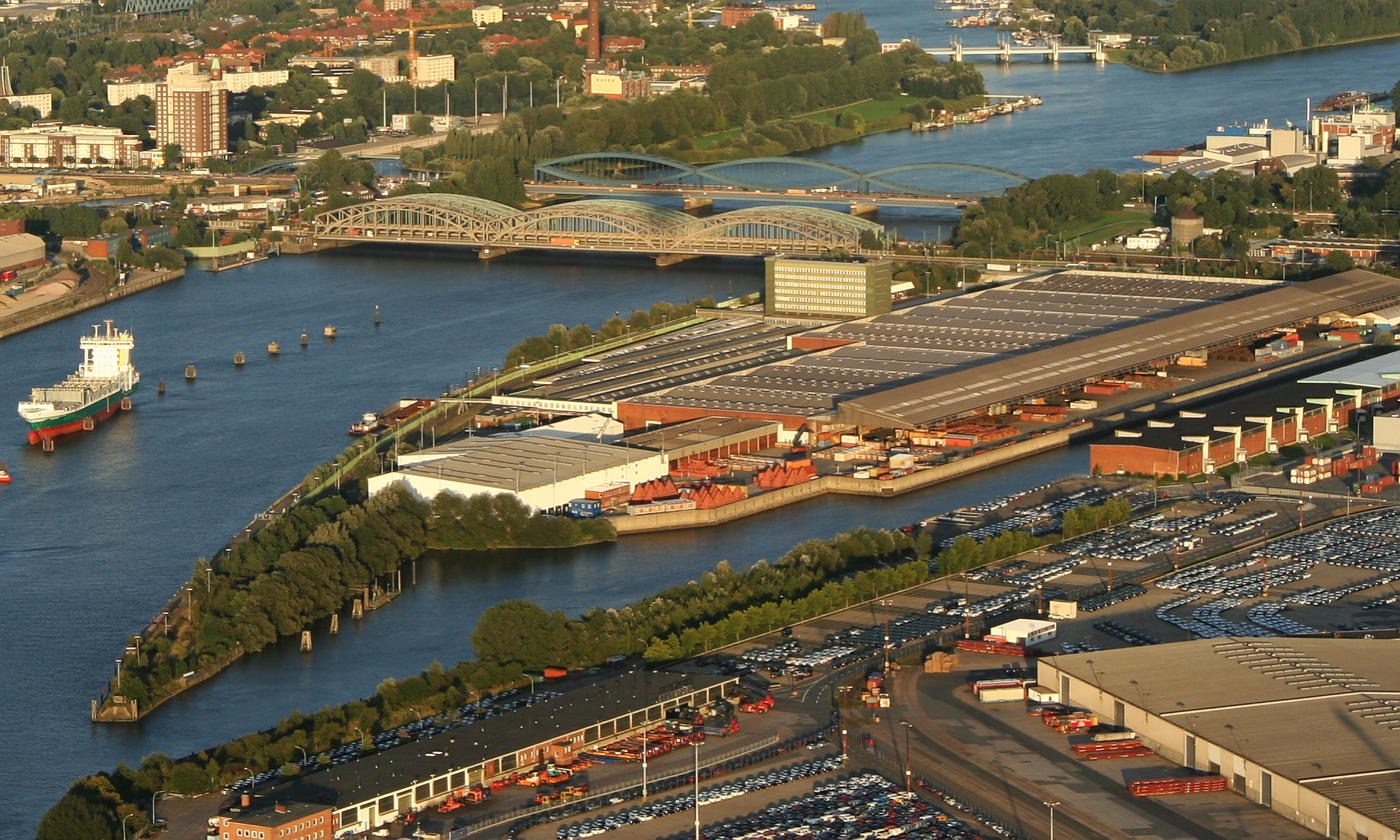
Vue aérienne de Moldauhafen.

Moldauhafen (en français : « port de la Moldau » ; en tchèque : Vltavský přístav) est une parcelle du port de Hambourg, en Allemagne, qui a été louée à la Tchécoslovaquie entre 1929 et 1992, puis à la République tchèque depuis, en conséquence du Traité de Versailles. Le bail court jusqu'en 2028.
Cette parcelle de 30 000 m2 est un port franc.

## Histoire
Le Traité de Versailles stipule aux articles 363 et 364 :

« Dans les ports de Hambourg et de Stettin, l'Allemagne donnera à bail à l'État tchéco-slovaque, pour une période de 99 ans, des espaces qui seront placés sous le régime général des zones franches, et qui seront affectés au transit direct des marchandises en provenance ou à destination de cet État. »

— Article 363 

« La délimitation de ces espaces, leur aménagement, leur mode d'exploitation et, en général, toutes les conditions de leur utilisation, y compris le prix de leur location, seront fixés par une commission composée de : un délégué de l'Allemagne, un délégué de l'État tchéco-slovaque et un délégué de la Grande-Bretagne. Ces conditions pourront être révisées tous les dix ans dans les mêmes formes. »

— Article 364 
Ces dispositions permettent à la Tchécoslovaquie et dorénavant à la République tchèque — pays enclavés — un accès à la mer par la Vltava, l'Elbe et l'Oder, sans passer par un pays tiers. Moldauhafen traite annuellement un tonnage équivalent à 25 000 poids-lourds.